# Hollókő
Hollókő är en by i Ungern som är världsarv sedan 1987. Namnet betyder "Korp-sten" på ungerska.

## Läge
Byn ligger i provinsen Nógrád, omkring 90 km nordost om Budapest, Ungerns huvudstad. Den ligger i en av bergsområdet Cserháts dalar, omgiven av mindre bergstoppar. I omgivningarna finns naturskyddade områden.

## Sevärdheter
- Den skyddade delen av byn – 55 hus
- Bymuseet
- Postmuseum
- Dockmuseet
- Vävarhuset
- Utställningen om träsnidaren Ferenc Kelemen och hans verk
- Katolska kyrkan